# Fabio Fresia
Fabio Fresia (Savona, 4 gennaio 1975) è un pallanuotista italiano.

## Carriera
Con il Savona è anche vicecampione d'Italia e disputa la finale di Coppa dei Campioni, mentre con l'AN Brescia è ancora vicecampione d'Italia e disputa una finale di Coppa Italia.

## Palmarès
- Campionato italiano: 2

Savona: 1990-91, 1991-92
- Coppe Italia: 3

Savona: 1990-91, 1992-93
Cremona: 2004-05